# 程国栋
程国栋（1943年7月11日—），上海人，冻土学家，中国科学院院士。
程国栋于1960年考入北京地质学院水文地质和工程地质系。1965年毕业后进入中国科学院兰州冰川冻土沙漠研究所从事研究工作。1978年兰州冰川冻土研究所单独建所后，曾历任室副主任、主任，副所长、所长等职。1984年至1986年间前往美国陆军寒区研究与工程实验室进修。1993年当选中国科学院地学部院士。1998年担任中国科学院兰州分院院长。次年中国科学院寒区旱区环境与工程研究所成立后，出任所长。2009年当选俄罗斯工程科学院外籍院士。
此外，他还曾任冻土工程国家重点实验室主任、西部资源环境科学研究中心首席科学家、国际冻土协会主席、全国政协委员、上海师范大学环境与地理科学学院名誉院长等职。
2020年1月，中国科学院西北生态环境资源研究院博导、冻土学家徐中民被曝7年前在期刊《冰川冻土》上发表的论文中吹捧自己導師程國棟，徐在论述生态经济学的过程中，列举了程國棟夫妇的事例，並稱“导师的崇高感和师娘的优美感”。事件曝光後，《冰川冻土》對徐的兩篇文章撤稿，程國棟本人亦辭去《冰川冻土》主編職務。1月26日，中国科学院西北生态环境资源研究院宣布自2020年1月起对《冰川冻土》进行停刊整顿。

## 外部鏈接
- 程国栋 - 个人主页 - 中国科学院大学 （页面存档备份，存于）
- 程国栋 - CKCEST